# هارمونی رکوردز
هارمونی رکوردز (انگلیسی: Harmony Records) شرکت نشر موسیقی آمریکایی است، که در سال ۱۹۲۵ تأسیس شد.